# Orchestre national d'Espagne
L'Orchestre national d'Espagne (Orquesta Nacional de España) est l'orchestre espagnol le plus prestigieux. Fondé en 1937, il a son siège à l'Auditorium national de musique à Madrid.
L’Orchestre et le Chœur nationaux d’Espagne (OCNE) est un organisme public appartenant à l'Institut national des arts de la scène et de la musique (INAEM) du ministère de l’Éducation, de la Culture et des Sports d’Espagne.

## Historique
Fondé par arrêté ministériel du 24 juillet 1937 pendant la guerre civile espagnole, il fut créé officiellement le 10 juillet 1940. Il résulte de la fusion de l'Orchestre Philharmonique de Pérez Casas et de celui de Arbós. La date du concours d'entrée fut publiée le 17 mai 1941 et les épreuves se sont achevées en mars 1942. Les premiers chefs ont été Pedro de Freitas Branco, Ernesto Halffter, José María Franco, Enrique Jordá, Eduard Toldrà et Jesús Arámbarri jusqu'à la nomination du premier chef titulaire Bartolomé Pérez Casas, qui resta en fonction jusqu'en 1947. C'est ce dernier qui dirigea l'orchestre pour la première fois au Teatro Español le 7 mai 1943. Lui succéda Ataúlfo Argenta, qui tenait le pupitre du « piano et célesta » depuis 1945. Il occupa son poste jusqu'à sa mort en 1958; ce fut une des plus brillantes périodes de l'orchestre tant par la qualité technique que par le répertoire. Ce fut ensuite quatre années difficiles jusqu'à la nomination de Rafael Frühbeck de Burgos, qui resta en fonction de 1962 jusqu'à 1978, dirigeant plus de 700 concerts.
Parmi les chefs invités, on relève les noms de Carl Schuricht, Heinz Unger, Hermann Scherchen, Sergiu Celibidache, Igor Markevitch, Philippe Bender et Jean Martinon. La liste des solistes est longue : Arthur Rubinstein, José Iturbi, Wilhelm Kempff, Claudio Arrau, Alicia de Larrocha, Yehudi Menuhin, Nathan Milstein, David Oïstrakh, Leonid Kogan, Mstislav Rostropovitch, Pierre Fournier, Jean-Pierre Rampal, James Galway, Victoria de los Ángeles, Norma Procter, Jessye Norman, Gundula Janowitz, Teresa Berganza.
En 1976, l'Orchestre national d'Espagne reçoit la Médaille d'or du mérite des beaux-arts par le Ministère de l'Éducation, de la Culture et des Sports.

## Principaux chefs permanents
- Bartolomé Pérez Casas (1942 – 1947)
- Ataúlfo Argenta (1947 – 1958)
- Rafael Frühbeck de Burgos (1962 – 1978)
- Antoni Ros-Marbà (1978 – 1981)
- Jesús López Cobos (1984 – 1989)
- Aldo Ceccato (1991 – 1994)
- Josep Pons (2003 – 2014)
- David Afkham (2014 – 2026)
- Kent Nagano (à partir de 2026)[2]